# Zemské volby v Československu 1935
Zemské volby 1935 byly volby do zemských zastupitelstev konané v roce 1935 v prvorepublikovém Československu.
Šlo o druhé zemské volby v ČSR. Odehrály se 26. května 1935, tedy týden po parlamentních volbách 1935. Současně s nimi probíhaly i volby do okresních zastupitelstev. Na rozdíl od  zemských voleb roku 1928, které se konaly samostatně a měly svými výsledky (posílení levice) i výrazný vnitropolitický dopad, byly zemské volby roku 1935 konány souběžně s parlamentními volbami, čímž jejich význam poklesl. O přiblížení termínu zemských a parlamentních voleb rozhodl zákon 270/34 Sb.

## Výsledky

### Výsledky dle zemí

#### Země Česká
|                           |                                                                |           |       |         |           |         |         |
| Strana                    | Strana                                                         | Hlasy     | Hlasy | Mandáty | Mandáty   | Mandáty | Mandáty |
| Strana                    | Strana                                                         | Počet     | %     | Zvoleno | Jmenováno | Celkem  | ±       |
|                           | Sudetoněmecká strana                                           | 891 232   | 22,3  | 18      | 2         | 20      | +20     |
|                           | Republikánská strana zemědělského a malorolnického lidu        | 542 070   | 13,4  | 11      | 8         | 19      | ±0      |
|                           | Československá sociálně demokratická strana dělnická           | 506 642   | 12,7  | 10      | 7         | 17      | +2      |
|                           | Československá strana národně socialistická                    | 487 381   | 12,2  | 10      | 7         | 17      | -1      |
|                           | Komunistická strana Československa                             | 355 989   | 8,9   | 7       | 0         | 7       | -3      |
|                           | Národní sjednocení                                             | 294 369   | 7,4   | 6       | 2         | 8       | +1      |
|                           | Československá živnostensko-obchodnická strana středostavovská | 254 086   | 6,4   | 5       | 3         | 8       | +1      |
|                           | Československá strana lidová                                   | 232 052   | 5,8   | 5       | 3         | 8       | -1      |
|                           | Německá sociálně demokratická strana dělnická v ČSR            | 188 504   | 4,7   | 4       | 4         | 8       | -1      |
|                           | Německý svaz zemědělců                                         | 79 317    | 2,0   | 2       | 3         | 5       | -4      |
|                           | Německá křesťansko-sociální strana lidová                      | 72 958    | 1,8   | 1       | 1         | 2       | -5      |
|                           | Národní obec fašistická                                        | 68 480    | 1,7   | 1       | 0         | 1       | +1      |
|                           | Německé pracovní a volební společenství                        | 17 484    | 0,4   | 0       | 0         | 0       | -3      |
|                           | Sudetoněmecký volební blok                                     | 7 173     | 0,2   | 0       | 0         | 0       | -2      |
| Neplatné hlasy            | Neplatné hlasy                                                 |           |       | –       | –         | –       | –       |
| Celkem                    | Celkem                                                         | 3 997 283 | 100   | 80      | 40        | 120     | –       |
| Registrovaní voliči/účast |                                                                |           |       |         |           |         |         |
| Zdroj:                    |                                                                |           |       |         |           |         |         |

V českém zemském výboru následně získaly strany tyto počty členů (přísedících): Sudetoněmecká strana 2, agrárníci 2, národní socialisté 2, sociální demokraté 2, Národní sjednocení 1, živnostníci 1 a němečtí sociální demokraté spolu s německými agrárníky 1.

#### Země Moravskoslezská
|                           |                                                                |           |       |         |           |         |         |
| Strana                    | Strana                                                         | Hlasy     | Hlasy | Mandáty | Mandáty   | Mandáty | Mandáty |
| Strana                    | Strana                                                         | Počet     | %     | Zvoleno | Jmenováno | Celkem  | ±       |
|                           | Sudetoněmecká strana                                           | 317 998   | 16,8  | 8       | 0         | 8       | +8      |
|                           | Československá strana lidová                                   | 299 895   | 15,9  | 7       | 4         | 11      | -3      |
|                           | Republikánská strana zemědělského a malorolnického lidu        | 263 118   | 13,9  | 6       | 3         | 9       | +2      |
|                           | Československá sociálně demokratická strana dělnická           | 243 415   | 12,9  | 6       | 3         | 9       | ±0      |
|                           | Československá strana národně socialistická                    | 180 212   | 9,5   | 4       | 2         | 6       | +2      |
|                           | Komunistická strana Československa                             | 156 363   | 8,3   | 3       | 0         | 3       | -1      |
|                           | Československá živnostensko-obchodnická strana středostavovská | 116 028   | 6,1   | 3       | 2         | 5       | +2      |
|                           | Národní sjednocení                                             | 67 658    | 3,6   | 1       | 1         | 2       | ±0      |
|                           | Německá sociálně demokratická strana dělnická v ČSR            | 63 625    | 3,4   | 1       | 1         | 2       | -2      |
|                           | Německá křesťansko-sociální strana lidová                      | 59 487    | 3,2   | 1       | 1         | 2       | -2      |
|                           | Národní obec fašistická                                        | 33 104    | 1,8   | 0       | 0         | 0       | ±0      |
|                           | Československá strana křesťansko-sociální                      | 27 041    | 1,4   | 0       | 1         | 1       | +1      |
|                           | Polské strany                                                  | 26 825    | 1,4   | 0       | 1         | 1       | +1      |
|                           | Německý svaz zemědělců                                         | 26 002    | 1,4   | 0       | 1         | 1       | -2      |
|                           | Německé pracovní a volební společenství                        | 7 371     | 0,4   | 0       | 0         | 0       | ±0      |
| Neplatné hlasy            | Neplatné hlasy                                                 |           |       | –       | –         | –       | –       |
| Celkem                    | Celkem                                                         | 1 888 142 | 100   | 40      | 20        | 60      | –       |
| Registrovaní voliči/účast |                                                                |           |       |         |           |         |         |
| Zdroj:                    |                                                                |           |       |         |           |         |         |

#### Země Slovenská
|                           |                                                                |           |       |         |           |         |         |
| Strana                    | Strana                                                         | Hlasy     | Hlasy | Mandáty | Mandáty   | Mandáty | Mandáty |
| Strana                    | Strana                                                         | Počet     | %     | Zvoleno | Jmenováno | Celkem  | ±       |
|                           | Hlinkova slovenská lidová strana                               | 430 880   | 28,5  | 11      | 5         | 16      | +1      |
|                           | Republikánská strana zemědělského a malorolnického lidu        | 285 672   | 18,9  | 8       | 7         | 15      | -1      |
|                           | Křesťansko-sociální a maďarská národní strana                  | 225 407   | 14,9  | 5       | 0         | 5       | -1      |
|                           | Komunistická strana Československa                             | 185 494   | 12,3  | 5       | 0         | 5       | ±0      |
|                           | Československá sociálně demokratická strana dělnická           | 148 984   | 9,9   | 4       | 4         | 8       | +4      |
|                           | Československá strana národně socialistická                    | 45 134    | 3,0   | 1       | 1         | 2       | ±0      |
|                           | Slovenská národní strana                                       | 40 965    | 2,7   | 1       | 0         | 1       | ±0      |
|                           | Židovská strana                                                | 36 430    | 2,4   | 0       | 0         | 0       | -1      |
|                           | Československá živnostensko-obchodnická strana středostavovská | 31 641    | 2,1   | 1       | 1         | 2       | +2      |
|                           | Československá strana lidová                                   | 30 563    | 2,0   | 0       | 0         | 0       | -2      |
|                           | Národní obec fašistická                                        | 26 461    | 1,7   | 0       | 0         | 0       | ±0      |
|                           | Národní sjednocení                                             | 18 579    | 1,2   | 0       | 0         | 0       | -2      |
|                           | Neodvislá národní strana                                       | 5 302     | 0,4   | 0       | 0         | 0       | ±0      |
| Neplatné hlasy            | Neplatné hlasy                                                 |           |       | –       | –         | –       | –       |
| Celkem                    | Celkem                                                         | 1 512 511 | 100   | 36      | 18        | 54      | –       |
| Registrovaní voliči/účast |                                                                |           |       |         |           |         |         |
| Zdroj:                    |                                                                |           |       |         |           |         |         |

#### Země Podkarpatoruská
|                           |                                                                |         |       |         |         |
| Strana                    | Strana                                                         | Hlasy   | Hlasy | Mandáty | Mandáty |
| Strana                    | Strana                                                         | Počet   | %     | Počet   | ±       |
|                           | Komunistická strana Československa                             | 74 358  | 25,0  | 3       | +1      |
|                           | Republikánská strana zemědělského a malorolnického lidu        | 47 173  | 15,9  | 3       | -1      |
|                           | Autonomní zemědělský sojuz                                     | 25 902  | 8,7   | 2       | +1      |
|                           | Maďarská národní strana                                        | 24 648  | 8,3   | 1       | ±0      |
|                           | Židovská republikánská strana                                  | 18 279  | 6,2   | 1       | ±0      |
|                           | Ruská nacionálně autonomní strana                              | 17 628  | 5,9   | 1       | +1      |
|                           | Československá sociálně demokratická strana dělnická           | 15 406  | 5,2   | 1       | +1      |
|                           | Zemská křesťansko-sociální strana                              | 13 280  | 4,5   | 0       | -1      |
|                           | Republikánská strana lesních dělníků                           | 11 704  | 3,9   | 0       | ±0      |
|                           | Židovská strana                                                | 9 976   | 3,4   | 0       | ±0      |
|                           | Československá strana národně socialistická                    | 6 378   | 2,1   | 0       | ±0      |
|                           | Strana státních a soukromých zaměstnanců                       | 6 238   | 2,1   | 0       | ±0      |
|                           | Karpatoruští sjednocení pravoslavní                            | 5 534   | 1,9   | 0       | ±0      |
|                           | Národní sjednocení                                             | 4 003   | 1,3   | 0       | ±0      |
|                           | Československá živnostensko-obchodnická strana středostavovská | 3 703   | 1,2   | 0       | -1      |
|                           | Strana hospodářských dlužníků                                  | 1 462   | 0,5   | 0       | ±0      |
| Neplatné hlasy            | Neplatné hlasy                                                 |         |       | –       | –       |
| Celkem                    | Celkem                                                         | 297 097 | 100   | 12      | –       |
| Registrovaní voliči/účast |                                                                |         |       |         |         |
| Zdroj:                    |                                                                |         |       |         |         |